# Tomoceroidea
Super-famille
Les Tomoceroidea sont une super-famille de collemboles.

## Liste des familles
Selon Checklist of the Collembola of the World :
- Oncopoduridae Carl & Lebedinsky, 1905
- Tomoceridae Schäffer, 1896

## Référence
- Schäffer, 1896 : Die Collembolen der Umgebung von Hamburg und benachbarter Gebiete. Mitteilungen aus dem Naturhistorischen Museum in Hamburg, vol. 13, p. 149–216.